# Gonodonta agora
Gonodonta agora là một loài bướm đêm trong họ Noctuidae.